# Spirotaenia bispiralis
Spirotaenia bispiralis là một loài Song tinh tảo trong họ Mesotaeniaceae, thuộc chi Spirotaenia.